# Горна Студена
Го̀рна Студѐна е село в Северна България, община Свищов, област Велико Търново.

## География

### Местоположение
Село Горна Студена се намира в средната част на Дунавската равнина, на около 22 км южно от Свищов. Съседни са му селата Овча могила – около 7 км на запад, Александрово – около 5 км на североизток, Масларево – около 9 км на изток, Караисен – около 4 км на юг. Селото попада в зона с умереноконтинентален климат.

### Топография
Село Горна Студена е разположено върху равнинен, леко хълмист терен със слаб общ наклон на изток, към протичащата покрай селото река Студена. В близост до центъра, където надморската височина е около 96 м, минава от запад към изток отвеждащо валежните води на селото водосливно понижение.
До Горна Студена се пресичат два републикански пътя. Покрай южната му част минава в направление запад – изток първокласен републикански път – част от Европейски път Е83, водещ на запад през Българене и Обнова за Плевен, а на изток – през Масларево и Пейчиново към връзка с Европейски път Е85. През селото минава в направление югозапад – североизток третокласен републикански път, който го свързва на юг през село Караисен с град Павликени, а на север през село Александрово – с общинския център Свищов.

### Местности
Местности в землището на селото: Кайнаците, Припека, Дюзекенлик, Сазеолу, Каниншарка, Бентьовите, Касоат и др

### Население
Населението на село Горна Студена , наброявало 2232 души към 1934 г., нараства до 2389 към 1946 г., след което постепенно намалява до 339 души към 2018 г.

## История

### Античност и средновековие
Предполага се наличие още през I – IV век на римско селище на мястото на Горна Студена. 
Средновековно българско селище на това място и със същото име се споменава в турски документи от 1430 г. и 1618 г. 

### Деветнадесети век
Има спомен за кратковременни преселвания при епидемии по времето след Кримската война. 

#### Етноси
Към средата на 19 век населението на Горна Студена е етнически смесено – турци и българи, като около 1870 г. при 100-тина турски къщи два пъти по-малко са българските. Преобладаването на турско население е регистрирано в стар училищен алманах от 1900 г., който се води от 1850 г. През 70-те години на 19 век откупвачите на данъци били предимно турци. След Освобождението повечето турци се изселват. 

#### Училище
В селото е създадено през периода 1830 – 1840 г. килийно училище с редовни занятия от 1860 г. 

#### Освободителната война (1877 – 1878)

##### Главна квартира
По време на Освободителната война през Горна Студена минава – без да води сражения, руската армия и от август до октомври 1877 г. тук, в предоставената лятна двуетажна къща на търновския чорбаджия Хаджи Николѝ, е била Главната квартира на руското командване и императорската квартира на император Александър II. 
Освен император Александър II, тук отсядат румънският княз Карол I, Александър Батенберг, военният министър Милютин, граф Игнатиев и други видни личности. 

##### Военнополева болница
На запад от Главната квартира е била разположена 67-а Военнополева болница с множество палатки, където са се лекували ранените войници при Шипка, Плевен, Източния фронт срещу османските сили в Североизточна България. Там за тях са се грижили група лекари. Болницата е била посещавана два пъти от професор Пирогов, който е давал указания за лекуването на болните. Второто му посещение е било по време на епидемията от коремен тиф, от който – а не от раните си, са починали много от лекуваните в болницата ранени войници и офицери.

##### Братска могила
В средната част на селото е Братската могила – гробище, където са погребани над 3000 войници и офицери. Впоследствие Братската могила е превърната в парк. Местността е известна под името „Руските гробища“.

##### Църква
Строежът на църквата „Свети Димитър“ е бил започнат през 1875 г. и тя е била почти построена от уста Генчо от Трявна, когато главната квартира на руската армия се е настанила в Горна Студена. Понеже църквата не е била действаща, а руските войници са извършвали молебените си в „полева̀“ църква, по нареждане на императора тя е довършена и освещаването ѝ е направено в негово присъствие. Той е подарил сребърна икона „Свети Димитър" и 6 камбани, които са специално поръчани в град Красноярск за Горна Студена, всяка с надпис: „На Горна Студена за спомен от императора". От шестте са останали 3 камбани, за още една се знае, че е в църквата „Света Троица" в Свищов, а останалите 2 са изчезнали по време на снимане на филми за войната. 

#### Читалище
През 1897 г. е основано читалището „Просвещение“. 

### Двадесети век

#### Потребителска кооперация "Успех"
Кооперацията е създадена на 12 ноември 1906 г. под наименованието Земеделско спестовно заемно дружество "Успех".

#### Военноисторически музей
През септември 1907 г. в къщата на Хаджи Николѝ в Горна Студена, ползваната за Главна квартира от руското командване, е открит военно-исторически музей, отразяващ събития от Руско-Турската освободителна война (1877 – 1878 г.). Музеят е създаван в периода 1904 – 1907 г. по идея на Стоян Заимов и комитет „Цар Освободител Александър ІІ“. 

#### Училище „Братя Освободители“
В периода 1942 – 1998 г. в село Горна Студена е съществувало и действало училище „Братя Освободители“ – основно училище до 1997 г., когато поради недостиг на ученици е преобразувано в начално училище, а през 1999 г. е закрито .

## Население
Преброяване на населението през 2011 г.
Численост и дял на етническите групи според преброяването на населението през 2011 г.:
|                     | Численост | Дял (в %) |
| Общо                | 463       | 100,00    |
| Българи             | 445       | 96,11     |
| Турци               | 0         | 0,00      |
| Цигани              | 5         | 1,07      |
| Други               | 4         | 0,86      |
| Не се самоопределят | 0         | 0,00      |
| Неотговорили        | 9         | 1,94      |

| Година    | 1934 | 1946 | 1956 | 1965 | 1975 | 1985 | 1992 | 2003 | 2007 | 2010 |
| --------- | ---- | ---- | ---- | ---- | ---- | ---- | ---- | ---- | ---- | ---- |
| население | 2232 | 2389 | 2047 | 1885 | 1469 | 1061 | 870  | 682  | 605  | 526  |

## Религии
Изповядваната в село Горна Студена религия е православно християнство.

## Обществени институции
Към 2019 г. село Горна Студена е център на кметство Горна Студена. 
Църквата „Свети Димитър“ е действаща само на големи религиозни празници. 
Читалище „Просвещение -1897“ е действащо (към 2019 г.), регистрирано е под № 2860 в Министерство на културата на Република България. 
В селото има пощенска станция. 

## Културни и природни забележителности
На около 2 км западно от Горна Студена, вляво покрай пътя към село Българене се намира защитената местност Божурлу̀ка, обявена с цел да се опази намиращото се там находище на теснолистен божур. 

## Редовни събития
Читалище „Просвещение -1897“ организира ежегодно: 
- на 2 май – Празник на божурите;
- през октомври – Регионален фестивал на руската песен „Пусть всегда будет солнце“;
- през ноември – Земляческа среща „Хубаво си, родно село“; традиционен празник на село Горна Студена.

## Други
На Горна Студена е наречена улица в квартал „Хаджи Димитър“ в София (Карта).
Село Горна Студена е едно от населените места в България с име „Студена“, на които е наименуван нос Студена на остров Анвер (Anvers Island) в Антарктика.

## Личности
- Петър Матев – опълченец